# Пичжоу
Пичжо́у (кит. упр. 邳州, пиньинь Pīzhōu) — городской уезд городского округа Сюйчжоу провинции Цзянсу (КНР). Городской уезд назван в честь древней административной единицы, чьи органы власти размещались здесь в средние века.

## История
Утверждается, что во времена легендарной династии Ся Великий Юй дал Си Чжуну титул хоу и дал эти места в качестве удела — так появился удел Пи (邳国), впоследствии ликвидированный.
Когда была создана первая в истории Китая централизованная империя, то страна была разделена на уезды — так в 221 году до н. э. в составе империи Цинь появился уезд Сяпи (下邳县).
Во времена империи Тан в 621 году была создана область Пичжоу (邳州), но в 628 году она была расформирована.
Когда эти места оказались в составе чжурчжэньской империи Цзинь, то в 1129 году вновь была создана область Пичжоу (邳州), в состав которой вошли уезды Сяпи, Ланьлин (兰陵县) и Суцянь (宿迁县). Когда эти места оказались под властью монголов, то эти уезды были расформированы, а их земли перешли под непосредственное управление властей области Пичжоу. В 1285 году в составе области были образованы уезды Суцянь и Суйнин (睢宁县).
Во времена империи Цин область Пичжоу в 1724 году была поднята в статусе до «непосредственно управляемой» (то есть стала подчиняться напрямую властям провинции Цзянсу, минуя промежуточное звено в виде управы). В 1733 году была создана Сюйчжоуская управа (徐州府), и область Пичжоу перешла в её подчинение. После Синьхайской революции в Китае была проведена реформа административного деления, в ходе которой области были упразднены, а на землях, ранее напрямую подчинённых властям области Сюйчжоу, в 1913 году был создан уезд Писянь (邳县).
После образования КНР уезд вошёл в состав Специального района Тайцзао (台枣专区) провинции Шаньдун. В мае 1950 года Специальный район Тайцзао был расформирован, и уезд вошёл в состав Специального района Линьи (临沂专区). В 1953 году уезд был присоединён к уезду Суйнин.
В 1956 году уезд Писянь был создан вновь, войдя в состав Специального района Сюйчжоу (徐州专区).
В 1970 году Специальный район Сюйчжоу был переименован в Округ Сюйчжоу (徐州地区).
В 1983 году был расформирован Округ Сюйчжоу и образован городской округ Сюйчжоу, и уезд вошёл в его состав.
В 1992 году уезд Писянь был преобразован в городской уезд Пичжоу.

## Административное деление
Городской уезд делится на 4 уличных комитета и 21 посёлок.